# A Daughter of Earth
A Daughter of Earth è un cortometraggio muto del 1915 diretto da J. Farrell MacDonald. Il film, prodotto dalla Biograph, era interpretato da Edward Cecil, José Ruben, Gretchen Hartman,  Alan Hale e G. Raymond Nye.

## Produzione
Il film fu prodotto dalla Biograph Company.

## Distribuzione
Distribuito dalla General Film Company, il film - un cortometraggio in due bobine - uscì nelle sale cinematografiche statunitensi il 20 luglio 1915.
Non si conoscono copie ancora esistenti della pellicola che viene considerata presumibilmente perduta.